# Luc Alofs
Lucas Johannes (Luc) Alofs (Kilder, 4 juli 1960) is een Nederlands-Arubaans cultureel antropoloog, historicus en erfgoedspecialist.

## Leven en werk
Luc Alofs werd op 4 juli 1960 geboren in Kilder (gemeente Montferland, Gelderland). Hij bezocht het Katholiek Gelders Lyceum in Arnhem en studeerde culturele antropologie aan de Radboud Universiteit in Nijmegen, waar hij afstudeerde in 1988. In 2011 promoveerde hij als historicus aan de Universiteit Leiden op het proefschrift "Onderhorigheid in separatisme. Koloniaal bestuur en lokale politiek op Aruba, 1816-1955."
In 1990 verhuist Alofs naar Aruba. Hij was docent aan het Instituto Pedagogico Arubano (IPA) van 1996 tot 2016 en werkte ook voor de afdeling Onderwijs en de Universiteit van Curaçao. Op de IPA ontwierp en voerde hij opleidingsprogramma's voor docenten uit in onder andere multicultureel onderwijs, projectonderwijs, Algemene Sociale Wetenschappen (2e graads) en Kennis der Geestelijk Leven (2e graads). Momenteel is hij hoofddocent onderzoek aan de Algemene Faculteit (FAS) van de Universiteit van Aruba (UA), alsmede coördinator van het masterprogramma Governance and Leadership.
Alofs doet sinds 1985 onderzoek naar de cultuur en geschiedenis van Aruba. In 1990 werd hij bekend door het boek Ken ta Arubiano?, sociale integratie en natievorming op Aruba". Dit boek, geschreven in samenwerking met Leontine Markies, is een bewerking van hun thesis uit 1987. Het richt zich op de economische en politieke relaties, en in het bijzonder de sociale en culturele, op Aruba voorafgaande aan en ten tijde van het ingaan van de Status Aparte (1986) en na het uiteenvallen van de Nederlandse Antillen in twee landen.
Alofs is auteur van verschillende andere boeken en artikelen; daarnaast is hij spreker op conferenties en lezingen over een grote verscheidenheid aan onderwerpen en heeft hij verschillende tentoonstellingen ontwikkeld. Tussen 2017 en 2022 vertegenwoordigde hij Aruba in het NWO/KITLV project Traveling Caribbean Heritage, dat zich richtte op het stimuleren de bewustwording van de waarde van Antilliaans erfgoed op de Benedenwindse eilanden zelf en in Nederland. Dit resulteerde in de publicatie van twee boeken over het culturele erfgoed van de ABC-eilanden, getiteld Antilliaans Erfgoed: Toen en Nu en Antilliaans Erfgoed: Nu en verder (2021) en de Engelstalige bundel Caribbean Cultural Heritage and the Nation (2023). Alofs bekleedde verschillende functies als bestuurder en adviseur, onder andere was hij curator van het Historisch Museum van Aruba, lid van de koninkrijkswerkgroep ‘Cohesie in het Koninkrijk’ en voorzitter van de Nationale Commissie van UNESCO op Aruba. Hij was actief in verschillende werkgroepen, waaronder de Dutch Caribbean Interinsular Platform Slavery Past, de ministeriële werkgroepen Commissie Bewustmaking Slavernijverleden Aruba en de Commissie Voortgezet Ouderschap en de Staatscommissie Demografische Ontwikkeling Caribisch Nederland 2050.